# Blue Gene/Q

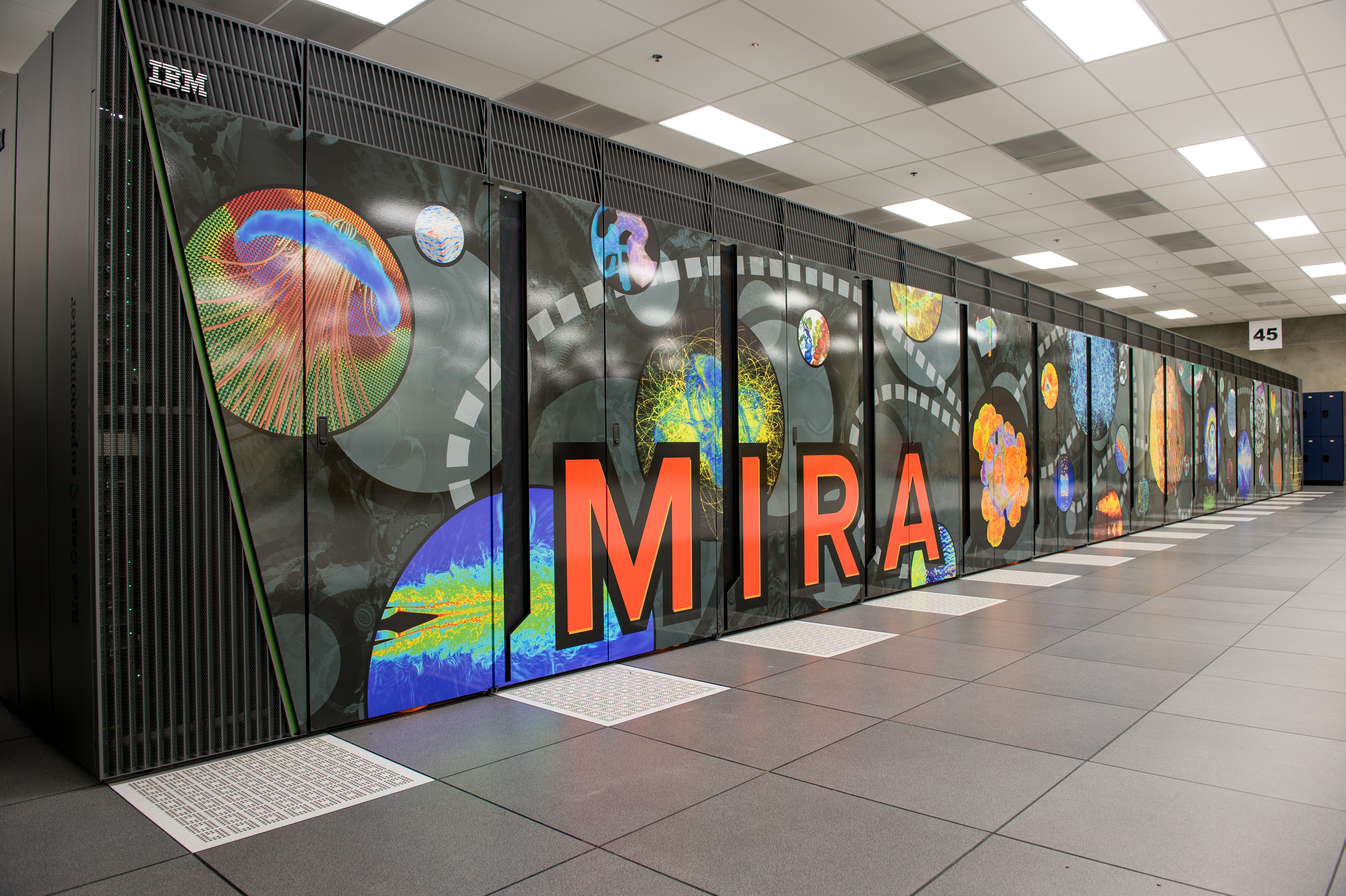
IBM Blue Gene/Q встановлений в національній лабораторії Argonne, поблизу Чикаго, Іллінойс.

Третій дизайн суперкомп'ютера у серії Blue Gene, Blue Gene / Q має пікову потужність 20 Петафлопс, що набирає у LINPACK benchmarks 17 Петафлопс. Blue Gene / Q продовжує розширювати та розвивати архітектуру Blue Gene / L і / P.

#### Архітектура
Nlue Gene/Q чип - це 18-ядерний чип. Чотири 64-розрядні A2 ядра процесора одночасно багатопоточні і працюють на частоті 1,6 ГГц. Кожне ядро процесора має модуль SIMD Quad-vector (IBM QPX). 16 ядер процесора використовуються для обчислень, сімнадцяте ядро для допоміжних функцій операційної системи, таких як переривання, асинхронного введення / виводу, MPI передачі та RAS. 18 ядро використовується як резервний запас, який використовується для збільшення продуктивності системи. Незайняте ядро вимикається при функціональному режимі роботи. Ядра процесору з'єднані поперечним переходом на кеш-пам'ять 32 Мб eDRAM L2, що працює на половині швидкості ядер. Кеш L2 має багато версій, що підтримує транзакційну пам'ять та спекулятивне виконання, і має апаратну підтримку для атомних операцій. Пропуски кешу L2 обробляються двома вбудованими контролерами пам'яті DDR3, що працюють на частоті 1,33 ГГц. Чип також інтегрує логіку для чип – до – чипу комунікацій у 5D тору конфігурації, з 2 Гб / с чип – до – чипу зв`язками. Чипи Blue Gene / Q виготовляються за допомогою міді SOI у IBM за технологією 45 нм. На частоті в 1,6 Ггц, кожен чип здатний видати 204,8 Гфлопс, споживаючи потужність в 55 Ватт. Розміри чипу 19 × 19 мм (359,5 мм²) і він містить 1,47 млрд. Транзисторів. Чип монтується на обчислювальну карту з 16 Гб DDR3 DRAM (тобто 1 Гб для кожного ядра процесора користувача). 
Корпус A Q32 [Архівовано 15 жовтня 2018 у Wayback Machine.] містить 32 обчислювальні картки, кожна з яких охолоджується водою. "Середня плата" (ящик) містить 16 корпусів Q32, що в сумі дає 512 обчислювальних вузлів, електрично з'єднаних у конфігурації 5D тору (4x4x4x4x2). За межами середнього рівня всі з'єднання оптичні. Стійки мають дві середніх плати, тобто 32 корпуси, загалом 1024 обчислювальних вузли, 16 384 ядер та 16 ТБ оперативної пам'яті. 
Окремі корпуси вводу / виводу, розміщені у верхній частині стійки або в окремій стійці, мають повітряне охолодження і містять 8 обчислювальних карт та 8 слотів для розширення PCIe для Infiniband або 10 Gigabit Ethernet-мереж. 

#### Потужність
Під час анонсу в листопаді 2011 року Blue Gene / Q первинної системи Blue Gene / Q із чотирьох стійок (4096 вузлів, 65536 ядер процесорів) вона досягла # 17 у списку TOP500 з 677,1 TeraFLOPS Linpack, що перевершує оригінальний 104-стіковий BlueGene / L 2007 року. Одна і та ж 4-стійкова система досягла верхньої позиції в списку Graph500 з більш ніж 250 GTEPS. Сині системи Gene / Q також зайняли верхні сходинки рейтингу Green500 з одними з найбільш енергоефективними суперкомп'ютерами, що мають потужність до 2,1 GFLOPS / W.
У червні 2012 року Blue Gen / Q встановила перші позиції в усіх 3 рейтингах:   TOP500, Graph500  and Green500.

#### Встановлення
Нижче наведено неповний перелік установок Blue Gene / Q. У червні 2012 року список TOP500 містив 20 установок Blue Gene / Q із 1/2-стійкою (512 вузлів, 8192 процесорних ядер, 86,35 TFLOPS Linpack) та більшими варіантами. При (незалежно від розміру) енергоефективності близько 2,1 GFLOPS / W, всі ці системи також зайняли верхню частину червневого списку Green 500.
• Система Blue Gene / Q, яка називається Sequoia, була доставлена в Національну лабораторію Lawrence Livermore (LLNL на початку 2011 року, і була повністю розгорнута в червні 2012 року. Це частина програми розширеного моделювання та обчислень, що використовує ядерне моделювання та сучасні наукові дослідження. Вона складається з 96 стійок (що включає 98304 обчислювальних вузлів з 1,6 мільйона процесорних ядер і 1,6 ПБ пам'яті) площею близько 3000 квадратних футів (280 м2). У червні 2012 року система була найшвидшим у світі суперкомп'ютером з піковою потужністю 20.1 PFLOPS, 16.32 PFLOPS підтримували (Linpack), складаючи до 7.9 мегават потужності. У червні 2013 року його продуктивність вказана на рівні 17.17 PFLOPS (Linpack).
• У 2012 році в Argonne National Laboratory в Argonne Leadership Computing Facility було встановлено 10 PFLOPS (пік) Blue Gene / Q, що називається Mira. Вона складається з 48 стійок (49 152 обчислювальних вузлів),  70 ПБ дискового накопичувача (470 Гб / s пропускну здатність вводу-виводу) 
• JUQUEEN у Forschungzentrum Jülich - це 28-стійкова Blue Gene / Q, і з червня 2013 р. по листопад 2015 р. це найпотужніша у Європі по версії Top500.
• Vulcan в Національній лабораторії Lawrence Livermore (LLNL) - це 24-стійково, 5 PFLOPS (пікова), Blue Gene / Q система, яка стала доступною в 2013 році. Vulcan буде обслуговувати проекти в галузі лабораторії через інноваційний центр Livermore High Performance Computing (HPC) [47], а також академічне співробітництво на підтримку місій DOE / Національної адміністрації з ядерної безпеки (NNSA) .
• Fermi в CINECA Supercomputing facility, Болонья, Італія - це 10-стійкова, 2 PFLOPS (пікова), Blue Gene / Q система.
• У 2013 р. В Ренселаєрському політехнічному інституті було встановлено п'ять стійок Blue Gene / Q з додатковим обчислювальним обладнанням, що називається AMOS. Система оцінювалась в 1048,6 терафлоп, найпотужніший суперкомп'ютер у будь-якому приватному університеті, і третій найпотужніший суперкомп'ютер серед всіх університетів у 2014 році. 
• У червні 2012 р. У Вікторіанській ініціативі з вивчення наук про життєву природу була встановлена система 838 TFLOPS (пікова) Blue Gene / Q під назвою Avoca. Ця система є частиною співпраці між IBM та VLSCI, з метою поліпшення діагностики, пошуку нових лікарських препаратів, та подальшого нашого розуміння захворювань.Система складається з 4 стійок, з 350 ТБ зберігання, 65 536 ядер, 64 ТБ оперативної пам'яті. 
• У липні 2012 року в Університеті Рочестера було встановлено 209 систем TFLOPS (пік) Blue Gene / Q. Ця система є частиною HSCCI яка присвячена застосуванню високопродуктивних обчислень для дослідницьких програм у галузі наук про здоров'я. Система складається з однієї стійки (1024 обчислювальних вузлів) з 400 ТБ високопродуктивного сховища.
• У березні 2013 р. На EPFL було встановлено пік 209 TFLOPS (172 TFLOPS LINPACK). Система Blue Gene/Q під назвою Lemanicus. Ця система належить до Центру прогресивного моделювання науки CADMOS, який є результатом співпраці між трьома основними дослідницькими установами на березі Женевського озера у франкомовній частині Швейцарії: Université de Lausanne, Université de Genève та EPFL . Система складається з однієї стійки (1024 обчислювальних вузлів) з 2,1 ПБ накопичувача IBM GPFS-GSS.
• На початку 2011 року в Комп'ютерному ресурсному центрі A * STAR в Сінгапурі була встановлена система Blue Gene/Q, яка має близько 100 TFLOPS (пік), що називається Cumulus.
• Як частина DiRAC, EPCC організовує систему Blue Gene/Q 6144 у Единбурзькому університеті

#### Програми
Рекордні наукові досліди були проведені на BG/Q, перша система, що пройшла поріг в 10 петафлопс стабільної потужності. Космологічна симуляційна система HACC досягла майже 14 петафлопів з тритипним випромінюванням із частотою 3,6 трильйонів, а Кардіоїдний код, який моделює електрофізіологію серця людини, досяг майже 12 петафлопів з майже реальним часом моделювання, як на Sequoia. Повністю стискаючий регулятор потоку також досяг 14,4 PFLOP / с (спочатку 11 PFLOP / s) на Sequoia, 72% від номінальної максимальної продуктивності машини.